# Ouistiti à camail
Mico humeralifer, Callithrix humeralifera
Espèce
Synonymes
- Callithrix humeralifera

Statut de conservation UICN

 DD  : Données insuffisantes
Statut CITES
Le Ouistiti à camail (Mico humeralifer ou Callithrix humeralifera) est une espèce de primate de la famille des Callitrichidae. Elle vit en Amérique du Sud, au Brésil.

## Taxinomie
Curieusement, l’analyse des vocalisations (appel long) de cette espèce tendrait à montrer qu’elle est davantage affiliée aux Callithrix qu’aux autres espèces du genre Mico.

## Répartition
Nord du Brésil, au sud de l’Amazone, à l’ouest de Santarém. Présent au nord jusqu’à l’Amazone, à l’ouest jusqu’au Rio Urariá-Maués-Açú, à l’est jusqu’au Rio Tapajós, avec une limite sud à la naissance du Rio Maués-Açú. Sa répartition géographique est coiffée au nord (nord de l’Amazone) par celle du Tamarin bicolore (S. bicolor), à l’est par celle du Ouistiti argenté (M. argentatus), au sud-est par celle du Ouistiti blanc-doré (M. leucippe) et à l’ouest par celle du Ouistiti du Rio Maués (M. mauesi).

## Hybridation
Avec l’Ouistiti du Rio Maués (M. mauesi) entre les sources des Rio Maués et Abacaxís. Un cas unique chez les ouistitis amazoniens.

## Habitat
Forêt secondaire riche en lianes.

## Description
Dos sombre incluant des rayures blanches donnant une impression de marbré, les poils du dos étant noirs puis blancs puis noirs en tiers égaux. Dessous du corps orangé. Épaules à l’aspect gris brun avec en fait des poils doublement alternés de brun sombre et de blanc. Pattes avant blanc gris-brun plus claires que les pattes arrière brun sombre (où seules des macules chamois argenté éclairent la hanche et le haut de la cuisse). Pieds et mains noirâtres. Longue queue sombre discrètement annelée d’argent et particulièrement épaisse. Gorge blanche. Face pigmentée de brun jaune. Tête entourée de poils noirs (couronne centrale et joues). Côté de la couronne doté de courts poils argentés et région occipitale claire. Avec ses longues touffes auriculairs argentées aux oreilles, il fait irrésistiblement penser à un Gremlin. Ces touffes en épis rappellent le camail (longues plumes) d’un coq.

## Mensurations
Corps de 20 à 24 cm. Queue de 32 à 40 cm. Poids 280 g (M) et 310 g (F).

## Locomotion
Quadrupède.

## Comportements basiques
Diurne, arboricole et territorial.

## Alimentation
Frugivore, gommivore et insectivore. Suit les fourmis légionnaires pour croquer les insectes qui s’enfuient sur son passage.

## Structure sociale et système de reproduction
Groupe multimâle-multifemelle. Polyandrie. Une seule femelle reproductrice.

## Reproduction
Les jumeaux viennent au monde à quelques minutes d’intervalle. Pendant l’accouchement, la femelle adopte une posture verticale, typique des ouistitis. Le mâle, présent à ses côtés, se charge de couper le cordon ombilical, de manger le placenta et de lécher les nouveau-nés. On voit que sa participation active à l’élevage des petits commence dès les premières secondes de leur existence et se poursuivra par le transport et la surveillance de la progéniture.

## Développement
La cérémonie de présentation des nouveau-nés est un moment de grande excitation au sein du groupe : chacun veut les inspecter et les serrer contre la poitrine. Bien qu’ils soient exposés à la maladresse des assistants, les bébés s’accrochent si fort qu’ils ne tombent jamais. À 9 semaines, les petits ont quadruplé de poids et sont prêts au sevrage. Ils commencent seulement à s’intéresser aux insectes et jouent avec les sauterelles comme des chatons, leur donnant des coups de pattes sans chercher encore à les consommer. Sevrage à 9 mois.

## Communication olfactive
Marquage par glandes suprapubiennes (qu’il presse en s’étirant sur une branche), brachiales (frottement des branches avec l’intérieur du bras), sternales et circumgénitales. Les individus d’un même groupe urinent sur leur queue pour s’imprégner de leur propre odeur.

## Menaces
Déforestation.

## Conservation
PN d’Amazonie (Brésil). Élevé au centre de primatologie de Rio de Janeiro grâce au dévouement du vétérinaire brésilien Alcides Pissinatti.